# Arsène De Prest
Arsène De Prest (Adegem, 13 maart 1917 - Eeklo, 1 februari 1993) was een Belgisch CVP-politicus.
Hij werd burgemeester van Waarschoot op 8 april 1947 en bleef in functie tot 1989. Hij was burgemeester tijdens de periode van fusie van gemeenten waaraan het Oost-Vlaamse Waarschoot ontsnapte. De gemeente bleef zelfstandig en er trad geen enkele andere gemeente toe.
Arsène De Prest was ook een tijdlang lid van de provincieraad van Oost-Vlaanderen. Hij was beroepshalve advocaat.
Zijn broer Jozef de Prest was de laatste burgemeester van de zelfstandige gemeente en hun beider geboortedorp Adegem.